# بطرس الجميل
بطرس الجميّل (29 حزيران 1932 - 21 آب 2021 ) هو أسقف فخري ماروني في أبرشية قبرص الكاثوليكية المارونية.

## حياة
تسلم بطرس الجميل في 12 نيسان 1959 سر الكهنوت.[بحاجة لمصدر]
في 11 حزيران 1988 عينه البابا يوحنا-بولس الثاني أسقف أبرشية قبرص ومقرها نيقوسيا. في 11 أيلول 1988 قام بالرسامته الأسقفية بطريرك أنطاكيا الماروني نصرالله بطرس صفير؛ ورفاقه في التكريس سلفه الأسقف إيلي فرح وجوزيف محسن بشارة أسقف أنطلياس الماروني في لبنان.[بحاجة لمصدر]
في 6 حزيران 2008، قبل البابا بنديكتوس السادس عشر استقالة الجميل بسبب قيود السن.[بحاجة لمصدر]

## روابط خارجية
- شيني، دافيد م. "المطران بطرس الجميل [التدرج الكاثوليكي]". Catholic-hierarchy.org. مؤرشف من الأصل في 2023-03-17. اطلع عليه بتاريخ 5 تشرين الأول 2018. {{استشهاد ويب}}: تحقق من التاريخ في: |تاريخ الوصول= (مساعدة)